# Pan Zhanle
Pan Zhanle (潘展乐S; Wenzhou, 4 agosto 2004) è un nuotatore cinese, specializzato nello stile libero. Detiene il record mondiale nei 100 metri stile libero.

## Carriera
Specializzato nello stile libero, ha vinto la medaglia d'oro nei 100 m stile libero, nella staffetta 4x200 m stile libero, nella staffetta 4x100 m stile libero mista e nella staffetta 4x100 m stile libero ai Mondiali di Doha 2024, stabilendo in quest'ultima occasione il nuovo record del mondo in 46"80. Durante le Olimpiadi di Parigi 2024 conquista la medaglia d'oro nei 100 metri stile libero, abbassando peraltro il record del mondo da lui già detenuto a 46"40, e nella staffetta 4x100 metri misti.

## Palmarès
- Giochi olimpici

Parigi 2024: oro nei 100m sl e nella 4x100m misti, argento nella 4x100m misti mista.
- Mondiali

Fukuoka 2023: argento nella 4×100m misti.
Doha 2024: oro nei 100m sl, nella 4×100m sl, nella 4x200m sl e nella 4x100m sl mista.
Singapore 2025: argento nella 4x200m sl.
- Giochi asiatici

Hangzhou 2022: oro nei 100m sl, nella 4×100m sl e nella 4×100m misti, argento nei 200m sl, nei 400m sl e nella 4×200m sl, bronzo nei 50m sl.

## Riconoscimenti
- Pacific Rim Swimmer of the Year: 2024